# Vigília da Capela do Rato

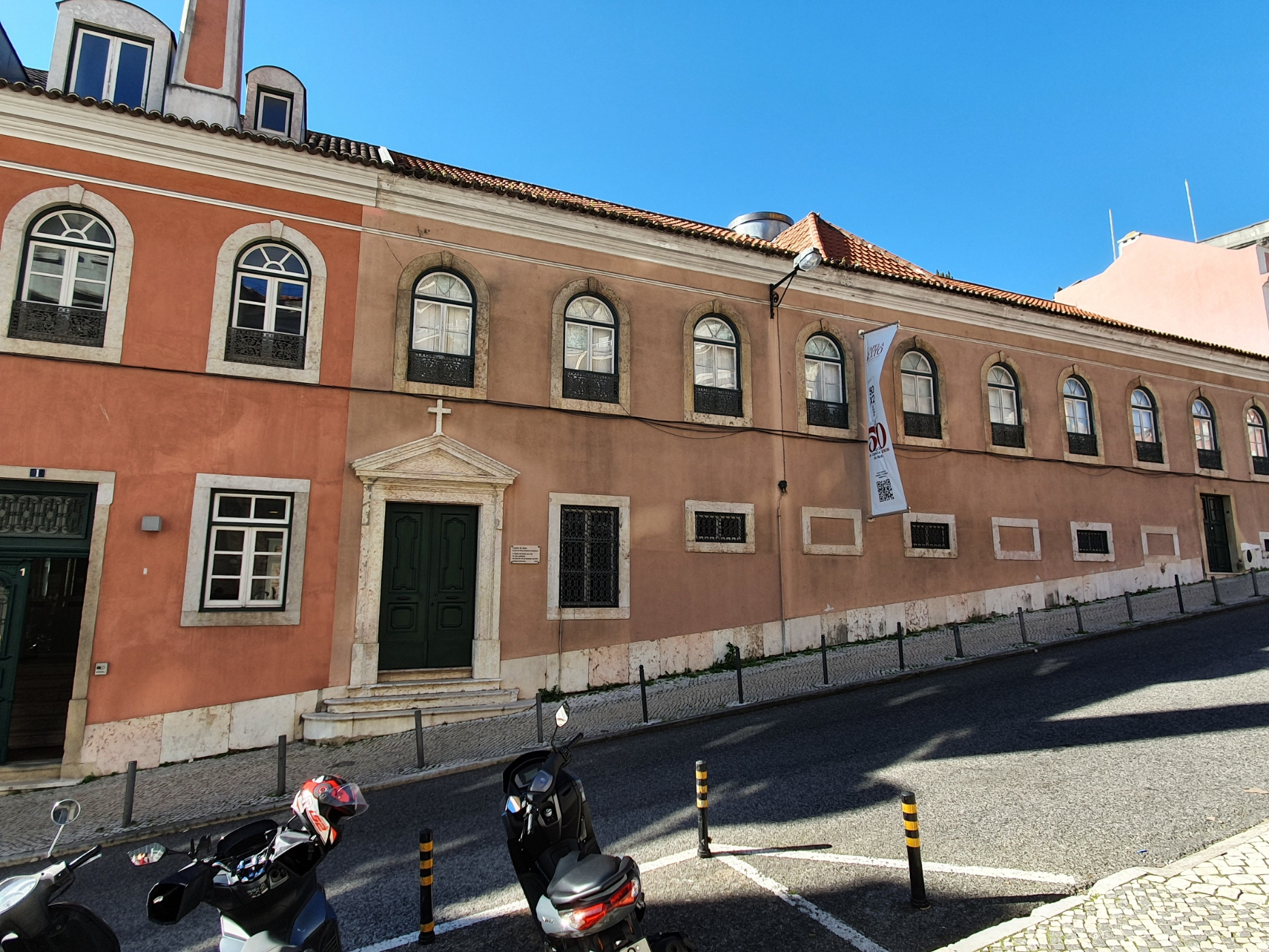
Fachada da Capela do Rato em 2023.

A vigília da Capela do Rato foi uma ação de protesto ocorrida na Capela do Rato, em Lisboa, em que um grupo de católicos assumiu uma posição contra a guerra colonial e contra a ditadura do Estado Novo. A vigília teve início no dia 30 de dezembro de 1972 e deveria ter-se prolongado por tempo indeterminado. No entanto, no dia 31 de dezembro a polícia de choque invadiu a igreja e deteve cerca de 50 pessoas.
A comemoração do Dia Mundial da Paz, proposta pelo Papa Paulo VI, deu o mote à acção. O acontecimento foi preparado por católicos ligados ao Boletim Anti-Colonial (Maria da Conceição Moita, Isabel Pimentel, Luís Moita) e por estudantes (João Cordovil, Galamba de Oliveira, António Matos Ferreira), sendo a ligação entre os dois grupos estabelecida por Francisco Cordovil.

## Cronologia

### 30 de dezembro
No sábado, dia 30 de dezembro de 1972, na missa das 19H30 da Capela do Rato, um grupo de cristãos surpreende o celebrante, o Padre João Seabra Dinis, ao declarar publicamente que tenciona realizar na capela uma jornada de 48 horas de «greve da fome» e de reflexão acerca da guerra colonial, apelando a cristãos e não-cristãos para que se juntem à iniciativa.
Entretanto, vários petardos colocados pelas Brigadas Revolucionárias, em diversos pontos da capital e arredores, espalham panfletos apelando à solidariedade com os grevistas da fome no largo do Rato. O texto denuncia a guerra colonial como uma causa de miséria do povo português e como instrumento de dominação.
Na capela, várias centenas de pessoas prosseguem a reflexão, cerca de vinte delas em jejum voluntário. À noite, o Padre Alberto Neto, o responsável da capela que não pudera celebrar a missa por estar doente, com uma pneumonia, faz saber que não tem conhecimento da iniciativa mas não se opõe a ela.

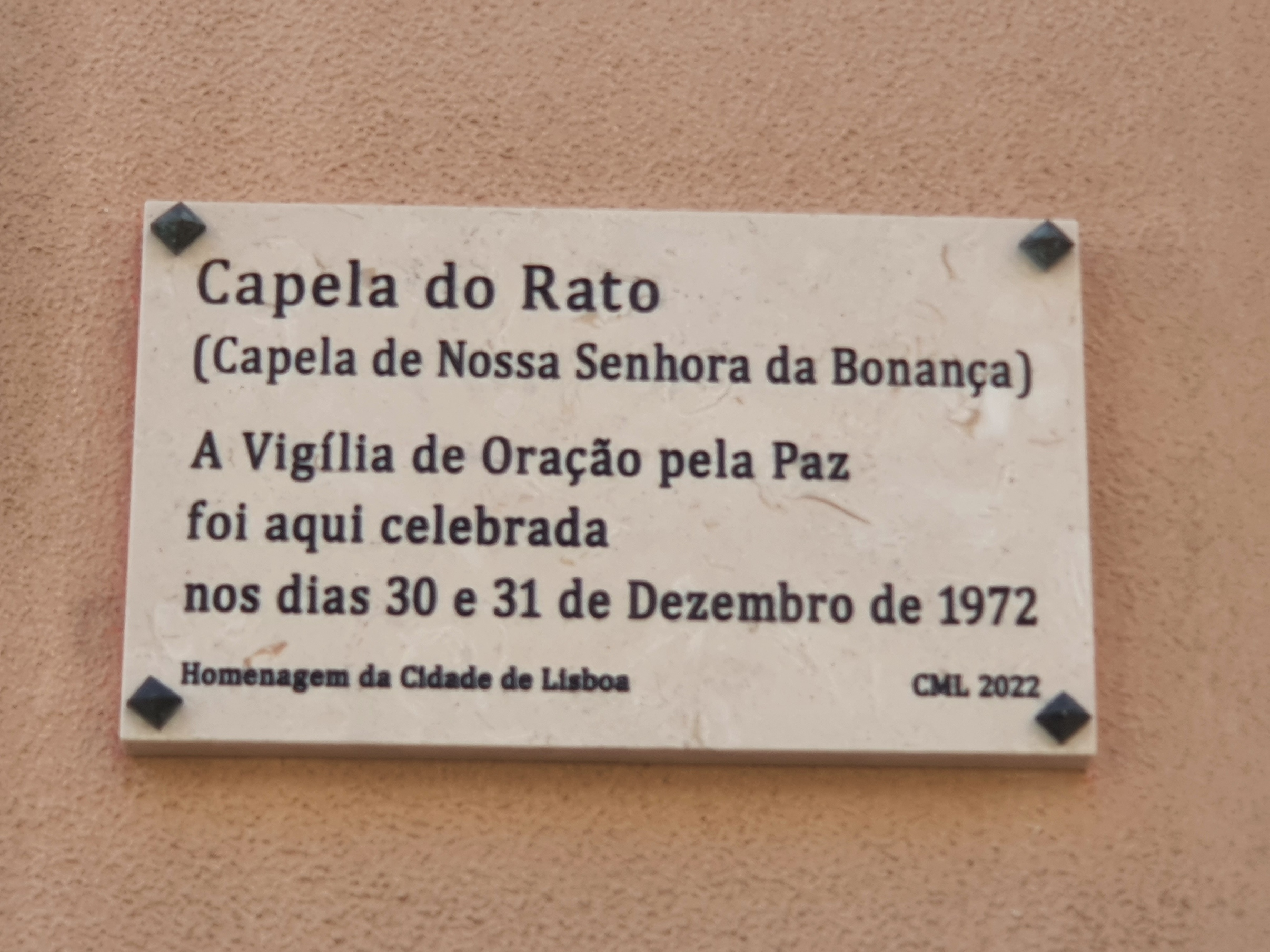
Placa colocada junto da entrada da Capela do Rato, pela Câmara Municipal de Lisboa, em 2022, para homenagear a Vigília.

### 31 de dezembro
No domingo de manhã, dia 31, celebram-se as missas das 11 e 12H30, durante as quais os participantes são informados do que se passa. Simultaneamente, são distribuídas em várias igrejas de Lisboa comunicados sobre o acontecimento, que apelam à adesão de mais pessoas à vigília ou a outras acções com os mesmos objectivos: «1. Romper com o silêncio acerca do problema da guerra em Angola, Moçambique e Guiné. Procurar a paz. 2. Declarar solidariedade com as vítimas da guerra».
À tarde, a reflexão continua. Cerca de 300 pessoas aprovam uma moção que parte de cinco «considerandos» que se podem sintetizar numa frase: a guerra contra os povos de Angola, Moçambique e Guiné é injusta e também vitimiza o povo português. Por esta razão, repudiam vigorosamente a política do Governo português; denunciam a atitude de cumplicidade da hierarquia da Igreja Católica; condenam a repressão sobre os trabalhadores e jovens que se manifestam contra a guerra; solidarizam-se com os povos das colónias em luta e com os portugueses empenhados na construção de uma sociedade justa; apelam a todas as pessoas conscientes que se unam na luta contra a exploração e opressão do povo trabalhador.
Chega, entretanto, à Capela do Rato uma mensagem de católicos do Porto que se solidarizam com a reunião. 
Por volta das 19 horas, as forças policiais começam a concentrar-se à volta da capela. Às 20 e 30, o local está cercado por dez carrinhas com polícia de choque e cães, além de viaturas de outras polícias. O trânsito é controlado e a zona encontra-se isolada. É a hora de jantar e algumas pessoas abandonam a capela para ir a casa. Por volta das 20 e 45, um comissário da Polícia de Segurança Pública (PSP) entra na capela e dá aos presentes ordem de evacuação no prazo de dez minutos. Segundo o relatório do comissário, as pessoas não acatam a ordem e começam a cantar em coro «Perdoai-lhes Senhor que eles não sabem o que fazem». Esgotado o tempo, a polícia diz aos participantes na vigília para se retirarem imediatamente. Os intimados protestam e querem saber se a PSP possui uma autorização do Patriarcado para entrar na capela. Alguns, entre as quais Pereira de Moura, permanecem sentados e resistem à ordem. A polícia arrasta-os. Cerca de 60 pessoas são levadas para a vizinha esquadra da PSP do Largo do Rato. Os suspeitos de serem líderes são conduzidos para os calabouços do Governo Civil e mais tarde para o forte de Caxias, onde ficam incomunicáveis. Deste grupo fazem parte Nuno Teotónio Pereira, José Luís Galamba de Oliveira, Maria Benedita Galamba de Oliveira, Francisco Pereira de Moura, Homero Cardoso, Luís Moita, Manuel Coelho Carvalho, João Cruz Morais Camacho, João da Fonseca Quá, Francisco Louçã, Hermenegildo José Carmo Lavrador, Jorge Wemans, João Pimentel e Miguel Teotónio Pereira. 
Pelas 22 horas o Padre António Janela comparece na capela do Rato com a finalidade de preparar a missa da meia-noite. É informado pela empregada que a polícia exigia o encerramento da capela. Esta informação é confirmada pelo Padre Janela no Comando Geral da PSP: a capela devia permanecer fechada durante toda a noite e o dia 1 de Janeiro. De volta ao local de culto, o padre coloca a par da situação os católicos que tinham aparecido para participar na eucaristia. Uma vez que nenhum deles recebera qualquer indicação do Cardeal Patriarca no sentido de acatar a ordem policial, decidem celebrar a missa, encostando a porta. 

### As bombas do dia 31
Pouco depois das 17 horas do dia 31 de dezembro, os irmãos Jaime Armando da Conceição Costa, de sete anos, e Ana Paula da Conceição Costa, de nove anos, decidiram brincar com um objeto onde era visível um relógio, que acabou por explodir-lhe nas mãos. Era um dos doze engenhos explosivos que as Brigadas Revolucionárias tinham colocado em caixotes do lixo de Lisboa e arredores, para divulgar a vigília do Rato. As crianças eram filhas de uma mulher-a-dias, analfabeta e de um jardineiro da Câmara Municipal de Lisboa. O rapaz, Jaime ficou sem os dedos de uma das mãos e um defeito de visão. Ana Paula Costa perdeu a visão de um dos olhos.

### 1 de janeiro
Dia 1 de janeiro, pela manhã, o cardeal patriarca, D. António Ribeiro é posto ao corrente do que se passa e pronuncia-se pela continuação dos actos de culto habituais. Após a celebração da última missa da manhã, um oficial e um comissário da PSP intimam o Padre António Janela a acompanhá-los. O Padre Armindo Garcia, que se identificara espontaneamente, também é conduzido à sede da Direcção-Geral de Segurança.
D. António Ribeiro envia o seu secretário para exigir a libertação de ambos os sacerdotes. O Padre Armindo Garcia é libertado, mas o Padre António Janela continua preso e é interrogado. O Cardeal Patriarca vai à sede da Direcção-Geral de Segurança e recusa-se a sair enquanto o padre não for solto. Aguarda uma hora. Entretanto a capela fora evacuada e fechada pela polícia que se mantém de guarda à porta.

### Reacções e repercussão
Rapidamente se multiplicam as edições policopiadas com relatos e comentários aos acontecimentos e a transcrição da moção aprovada e do comunicado à população. As reacções ao encarceramento dos participantes na vigília sucedem-se: são enviados ao Governo português telegramas de três comissões sindicais solidarizando-se com Luís Moita (na altura técnico sindical) e uma carta da Direcção do Sindicato dos Arquitectos dirigida ao Ministro do Interior protestando contra a prisão do arquitecto Nuno Teotónio Pereira. São entregues exposições de protesto ao Presidente do Conselho (mais de 600 assinaturas) e ao Patriarca de Lisboa (cerca de 400 assinaturas).
A demissão pelo Governo de 12 funcionários públicos acusados de participarem na vigília leva à criação, logo em Janeiro de 1973, de um novo tipo de acção solidária contra a «repressão económica», em complemento da já praticada pela Comissão Nacional de Socorro aos Presos Políticos.  O objectivo é reunir fundos para pagar as cauções dos presos, os vencimentos aos funcionários demitidos e as multas aplicadas aos arguidos. Além disso, pretende-se arranjar novas colocações para os funcionários demitidos. Em Março de 1973 já se tinha encontrado emprego para nove dos doze funcionários demitidos e um décimo estava colocado temporariamente. O êxito da iniciativa acaba por ser posto em causa pelo decréscimo do entusiasmo inicial e pelo aumento da vaga repressiva: em Maio são presas cerca de duzentas pessoas.
O professor Francisco Pereira de Moura é demitido do Instituto Superior de Economia, acto que causa indignação no meio académico. Este redige um texto acerca das condições em que é preso (dez dias incomunicável) e demitido, o qual é divulgado em edição policopiada.
Uma nota do Patriarcado, de 10 de Janeiro, analisa o acontecimento. Apesar da prudência da nota e da desautorização da vigília, pela primeira vez o Cardeal Patriarca condena uma acção repressiva concreta do Estado Novo.
As repercussões da vigília da capela do Rato obrigam o Presidente do Conselho, Marcelo Caetano a intervir em público, reagindo num longo discurso (37 minutos) feito na rádio e televisão, e acabam por atingir a Assembleia Nacional. Em 27 de fevereiro, Miller Guerra trava uma discussão tornada célebre com Casal-Ribeiro em que admite discutir a presença de Portugal em África. Miller Guerra acaba por se demitir da Assembleia Nacional, juntamente com Francisco Sá Carneiro: é o golpe de misericórdia no sonho formado por equívocos e ilusões da «ala liberal» acerca da possibilidade de uma «transformação por dentro» da ditadura em democracia.
No meio católico, a vigília da capela do Rato deu um novo fôlego ao empenhamento cívico dos católicos que se traduz na criação de um movimento Justiça e Paz em Lisboa.

### A ligação às Brigadas Revolucionárias
As Brigadas Revolucionárias, apesar da sua ideologia marxista, apoiaram a Vigília da Capela do Rato, fazendo deflagrar vários engenhos explosivos na Grande Lisboa com o objetivo de chamar gente à Capela.  Segundo o testemunho de Carlos Antunes, um dos fundadores das BR, no planeamento operacional da acção do Rato as BR tiveram um papel central, algo que nao quadra com os relatos que dizem ter sido tudo combinado entre Luís Moita, Nuno Teotónio Pereira, Francisco Cordovil, Maria da Conceição Moita, Isabel Pimentel, Luís Cordovil, António Matos Ferreira e José Galamba de Oliveira. Inclusivamente Carlos Antunes diz que um dos membros das BR era Luís Moita, coisa que Luis Moita nega. Mas Carlos Antunes foi taxante: «o Luís Moita era dos nossos. Ele pode dizer que não, mas as pessoas vão dizendo o que querem, conforme os momentos».
Segundo o historiador António Araújo um processo crime que mais tarde veio a ser instaurado pela DGS, em finais de 1973, a um  conjunto de pessoas, muitas das quais tinha participado na Vigília da Capela do Rato, nomeadamente Nuno Teotónio Pereira, permite concluir que a vigília do Rato se inscreve numa lógica de trabalho clandestino que vinha sendo desenvolvido já há bastante tempo, em íntima ligação com as Brigadas Revolucionárias.

## Ligações Externas
- RTP | Documentário Um gesto de Liberdade, de Jacinto Godinho e Carlos Oliveira (2023)
- Capela do Rato | Celebração dos 50 anos da Vigília (2023)